# Миколаївський яхт-клуб

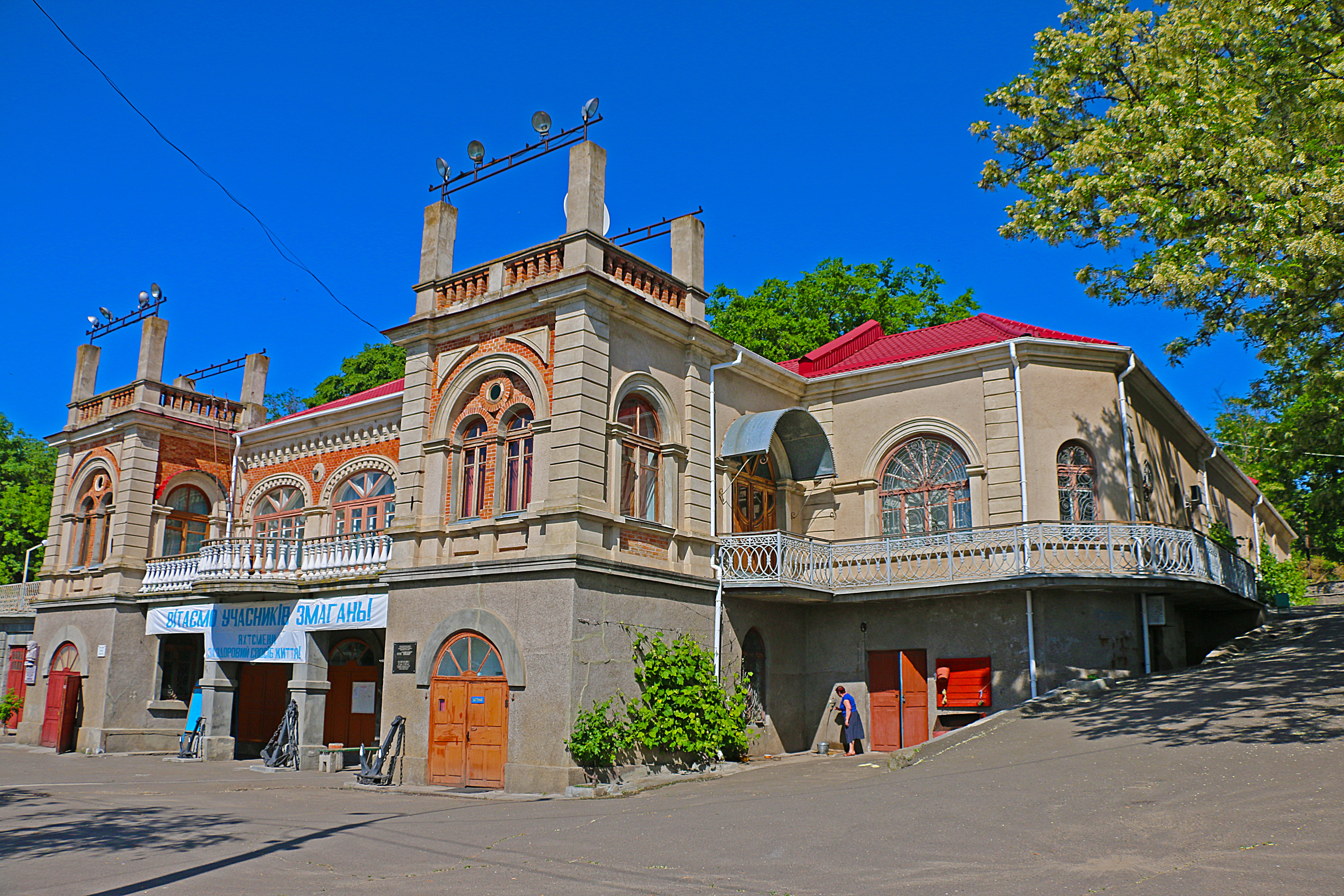
Миколаївський яхт-клуб

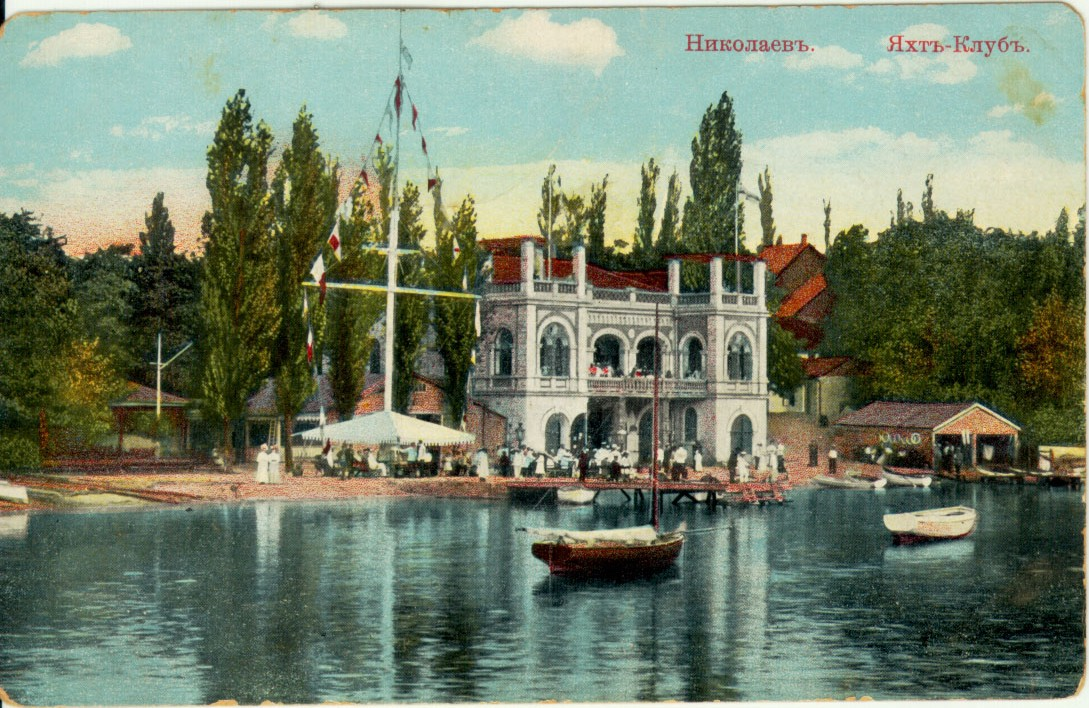
Листівка «Николаевъ. Яхтъ-Клубъ», 1912 р.

Миколаївський яхт-клуб — яхт-клуб, відкритий в Миколаєві в 1889 році; найстаріший яхт-клуб в Україні.

## Будівля яхт-клубу
Будівля розташована в північно-західній частині міста на річці Південний Буг. Її спроєктував у стилі італійського Ренесансу архітектор і член яхт-клубу Леопольд Роде. Будівельним матеріалом для адмінбудівлі стали місцевий граніт та цегла. Тоді ж були встановлені гармати, які збереглися і до нинішніх часів .

## Історія
Ініціатором створення яхт-клубу був капітан 1-го рангу Євген Голиков. Перше установче зібрання відбулося 12 серпня 1887 року в Морських зборах, в «молдаванському домі» на набережній Інгулу. Членами клубу виявили бажання стати понад 50 осіб. На цих зборах обговорювався проєкт Статуту майбутнього яхт-клубу, були обрані члени правління, визначені розміри членських внесків та порядок вступу в члени яхт-клубу.
На Других зборах шанувальників водного спорту, 22 вересня 1887 року в Спаську (передмісті Миколаєва, зараз — «Сухий Фонтан»), Євгена Голикова обрали секретарем комітету.
22 серпня 1888 Морське міністерство затвердило Статут миколаївського яхт-клубу і виділило місце на річці Інгул. 7 травня 1889 яхт-клуб святкував своє офіційне відкриття.
У 1891 році яхта «Клавдія» водотоннажністю 27 тонн, побудована за замовленням її власника Ф. Максимова в Фінляндії, встановила рекорд, самостійно прийшовши з Гельсингфорса в Миколаїв.
У липні 1894 року деякі члени яхт-клубу брали участь у рятувальних роботах біля мису Тарханкут, на місці загибелі пароплава «Володимир».
У 1900 році в яхт-клубі було 7 громадських, 20 приватних вітрильних та 8 приватних гребних судів.
17 травня 1904 відбувся урочисте прийняття нового приміщення яхт-клубу. У його честь відбулися перегони яхт Миколаївського, Чорноморського і Катеринославського клубів.
З травня 1905 року Миколаївський яхт-клуб перебував під опікою великого князя Олександра Михайловича. Його почесними членами в різні роки були: великий князь Костянтин Костянтинович, потім віцеадмірали Олексій Пещуров, Микола Копитов, Сергій Тиртов, Микола Скридлов, контрадмірал Оскар Енквіст, капітан 1-го рангу Євген Голіков, статський радник С. Ф. Афанасьєв.
З початком Першої світової війни на екстрених зборах було виключено з клубу 19 австрійських та німецьких підданих. У 1917–1920 роках яхт-клуб переживав кризу.
У 1920 році почалося відновлення яхт-клубу. У будівлі яхт-клубу розмістилася морська база Всеобучу, де проводились практичні заняття.
У 1926 році яхт-клубом в Миколаєві було проведено чемпіонат по  вітрильного спорту.
З ініціативи ректора Миколаївського кораблебудівного інституту Арнольда Кресса, студентами інституту в 1938 році була побудована крейсерська яхта «Арктика», яхти «Блискавка» і «Веселка».
Четверо миколаївців, вихованці яхт-клубу Бубнов, Грицай, Горбаченко та Цибін стали першими майстрами спорту СРСР.
Під час Німецько-радянської війни багато яхт було знищено, а частина їх була вивезена до Румунії та Німеччини. Після звільнення міста та прийняття рішення про відновлення всіх спортивних споруд стали надходити нові яхти з Ленінградської спортивної корабельні та миколаївських суднобудівних заводів.
У 1947–1949 роках в Миколаєві було проведено першість країни з вітрильного спорту.
З 1960-х по початок 1980-х років яхт-клуб стрімко розвивався.
З 1994 року яхт-клуб проводить щорічну екологічну регату «Кубок Кінбурнської коси».